# Кейзер, Мона
Мария Корнелия Гезина (Мона) Кейзер (нидерл. Maria Cornelia Gezina (Mona) Keijzer; род. 9 октября 1968, Эдам) — нидерландский политический и государственный деятель. Член аграрной и правопопулистской партии «Фермерско-гражданское движение» (BBB). Четвёртый заместитель премьер-министра и министр жилищного строительства и территориального планирования Нидерландов со 2 июля 2024 года. В прошлом — государственный секретарь в Министерстве экономики и климатической политики (2017—2021), член Палаты представителей Нидерландов (2012—2017, 2021, 2023—2024).

## Биография
Выросла в Волендаме.
В 1987 году окончила среднюю школу в Хорне. В 1992 году получила диплом по юридическому обеспечению в государственном управлении в Амстердамском университете. В 1997 году получила диплом по нидерландскому законодательству со специализацией в области пространственного планирования, экологического права и экологической политики в Амстердамском университете.
В 1991—1993 годах работала сотрудником по правовой политике в муниципалитете Ватерланда. В 1993—1995 годах проходила стажировку по менеджменту на факультет искусств Лейденского университета. В 1995—1998 годах работала юристом в Инспекции экологической гигиены Гелдерланда и муниципалитете Алмере.
С января 2005 года по октябрь 2006 года — юрист и медиатор в нотариальной конторе Abma Schreurs Notarissen в Пюрмеренде.

## Политическая карьера
Была членом партии «Христианско-демократический призыв» (CDA).
С апреля 1998 по январь 2005 года — член исполнительной власти (wethouder) Ватерланда, отвечающий, среди прочего, за благосостояние, образование, социальные вопросы, пространственное планирование, окружающую среду и государственное жильё.
С ноября 2007 года по июль 2012 года — член исполнительной власти (wethouder) Пюрмеренда, отвечала за муниципальные услуги по уходу и культуру.
Накануне парламентских выборов 12 сентября 2012 года баллотировалась на выборах политического лидера CDA, но уступила Ван Гаарсма Бюма, Сибранд и получила второе место в списке. По результатам выборов избрана членом Палаты представителей Нидерландов. Переизбрана на выборах 15 марта 2017 года. Была заместителем председателя фракции.
26 октября 2017 года получила пост государственного секретаря в Министерстве экономики и климатической политики в коалиционном правительстве под руководством Марка Рютте. Отвечала, среди прочего, за малый и средний бизнес, цифровую экономику, инновации и политику topsectorenbeleid, конкуренцию и телекоммуникационный сектор.
В 2020 году снова участвовала в выборах руководства CDA , но заняла третье место после Хуго де Йонге и Питера Омтзигта.
На парламентских выборах в марте 2021 года получила седьмое место в списке и была избрана.
25 сентября 2021 года уволена из правительства за критические высказывания о сертификатах о вакцинации от COVID-19, так называемых ковид-паспортах. Два дня спустя ушла в отставку из Палаты представителей Нидерландов.
После ухода из политики создала компании MKH BV и MKRD BV.
Накануне выборов 22 ноября 2023 года перешла из партии «Христианско-демократический призыв» (CDA) в аграрную и правопопулистскую партию «Фермерско-гражданское движение» (BBB), где заняла второе место в списке. По результатам выборов избрана членом Палаты представителей Нидерландов. Была заместителем председателя фракции. В парламенте заявила, что западная часть Украины достаточно стабильна для возвращения туда украинских беженцев.
17 мая 2024 года во время дискуссии на ток-шоу Sophie & Jeroen с участием писателя Арнона Грюнберга заявила, что «ненависть к евреям является почти частью культуры» в странах, где ислам является доминирующей религией. Высказывание вызвало немедленную критику.
2 июля назначена четвёртым заместителем премьер-министра и министром жилищного строительства и территориального планирования Нидерландов в коалиционном правительстве под руководством премьер-министра Дика Схофа, сформированном по результатам парламентских выборов в ноябре 2023 года.

## Личная жизнь
Замужем, имеет пять детей. Католичка.